# هیستوری (شبکه تلویزیونی)
هیستوری (به انگلیسی: The History Channel) یک تلویزیون کابلی و ماهواره‌ای آمریکایی است که متعلق به شبکه‌های تلویزیونی ای‌اندای و شرکت والت دیزنی است.
این شبکه در ابتدا تمرکز خود را بر مستندهای تاریخی، اجتماعی- علمی و همچنین اخبار گذاشته بود. در پایان دههٔ ۲۰۰۰، شبکه تغییر مسیر داد و به سمت پخش برنامه‌های تلویزیونی واقع‌نما روی آورد. افزون بر تغییر در شکل برنامه‌ها، شبکه از سوی بسیاری از دانشمندان، تاریخ‌دانان و شکاکان، به‌دلیل پخش شبه‌مستندها و برنامه‌های شبه‌علمی، بی‌پایه، و جنجالی با محتوای به‌اصطلاح تحقیقی مورد انتقاد قرار گرفته است. تا نوامبر ۲۰۲۳، شبکهٔ هیستوری در حدود ۶۳٬۰۰۰٬۰۰۰ خانوار دارای تلویزیون پولی در ایالات متحده در دسترس بوده است، این تعداد نسبت به اوج دسترسی آن در سال ۲۰۱۱ که ۹۹٬۰۰۰٬۰۰۰ خانوار بود، کاهش چشم‌گیری داشته است. نسخه‌های بومی سازی‌ شدهٔ بین‌المللی از شبکه در قالب‌های گوناگون در کشورهای هند، کانادا، اروپا، استرالیا، خاورمیانه، آفریقا، آسیا و آمریکای لاتین در دسترس هستند. 

## پیشینه

### قرن بیستم

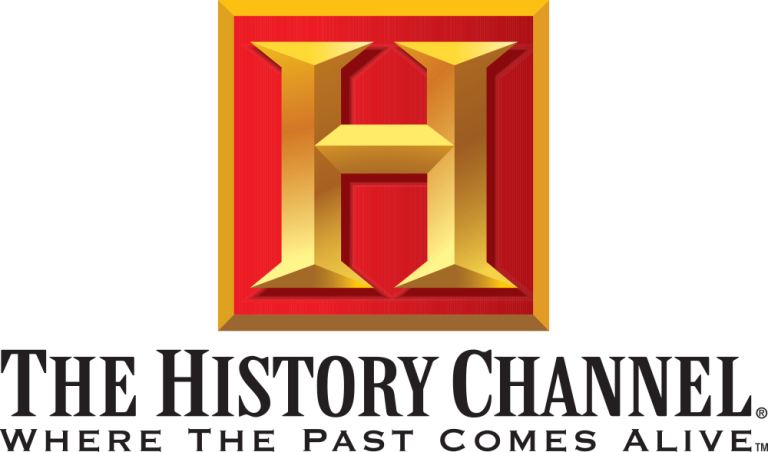
لوگوی اصلی شبکهٔ «History Channel» از ۱ ژانویهٔ ۱۹۹۵ تا ۱۵ فوریهٔ ۲۰۰۸ مورد استفاده قرار گرفت و شعار آن «جایی که گذشته زنده می‌شود» بود. در سال‌های ابتدایی فعالیت شبکه، پس‌زمینهٔ قرمز رنگ وجود نداشت و در ادامه گاهی این رنگ بسته به نوع برنامه تغییر می‌کرد: آبی در مستندها، سبز روشن در زندگی‌نامه‌ها، بنفش در کمدی موقعیت، زرد در برنامه‌های واقع‌نما و نارنجی در محتوای کوتاه‌مدت به‌کار می‌رفت.

این شرکت در سال ۱۹۹۳ اعلام کرد که برنامه‌هایی برای راه‌اندازی یک شبکهٔ تاریخی در دست دارد. در همان سال، کتابخانهٔ مستند شرکت «Lou Reda» و حقوق بلندمدت آرشیو مستندهای شرکت سرگرمی «Hearst» را خریداری کرد. شبکهٔ هیستوری در تاریخ ۱ ژانویه ۱۹۹۵ راه‌اندازی شد و در آغاز متعلق به شبکه‌های تلویزیونی «A&E» بود. نسخهٔ بریتانیایی این شبکه نیز در قالب همکاری با «شرکت پخش بریتیش اسکای» (اسکای (بریتانیا) کنونی) در تاریخ ۱ نوامبر ۱۹۹۵ راه‌اندازی شد. قالب اولیهٔ این شبکه به‌طور کامل بر مجموعه‌ها و برنامه‌های ویژهٔ تاریخی متمرکز بود.

### قرن بیست و یکم

لوگوی دوم شبکهٔ History که از ۱۶ فوریهٔ ۲۰۰۸ تا ۳۱ مهٔ ۲۰۱۵ استفاده می‌شد

لوگوی سوم شبکهٔ History که از تاریخ ۱ ژوئن ۲۰۱۵ تا ۶ دسامبر ۲۰۲۱ مورد استفاده قرار گرفت.

در ۱۶ فوریهٔ ۲۰۰۸، به‌عنوان بخشی از تلاش برای بازسازی برند، لوگوی نوینی در شبکه ایالات متحده رونمایی شد. در این دگرگونی، نشان تجاری «H» حفظ شد، اما شکل مثلثی در سمت چپ آن به‌عنوان دکمهٔ پخش (Play) برای انیمیشن‌ها و جلوه‌های گرافیکی در هنگام پخش تبلیغات و برنامه‌ها به کار رفت. سپس در ۲۰ مارس ۲۰۰۸، به عنوان بخشی از همین روند بازسازی برند، این شبکه واژه‌های «The» و «Channel» را از نام خود حذف کرد و به‌طور رسمی با عنوان سادهٔ «History» شناخته شد.
در سال ۲۰۱۲، نیمی از سهام «A&E» توسط شرکت والت دیزنی و نیم دیگر آن توسط شرکت ارتباطات هرست خریداری شد، و به این ترتیب، شبکهٔ هیستوری نیز در مالکیت مشترک این دو شرکت قرار گرفت.
در سال ۲۰۱۵، شبکه بار دیگر تحت بازسازی برند قرار گرفت، این بار با همراهی جوزف کیلِی، شعار این بازسازی «اثر خود را بگذار» بود. لوگو دستخوش تغییرات جزئی شد، اما حرف طلایی «H» که به نماد این شبکه تبدیل شده بود، حفظ شد.

## شبکه هیستوری نظامی
شبکهٔ تاریخ نظامی (به انگلیسی: Military History) یک شاخهٔ تخصصی از شبکهٔ هیستوری است که به پخش مجدد برنامه‌هایی دربارهٔ تاریخ نظامی و رویدادهای مهم رزمی اختصاص دارد. رقیب اصلی این شبکه، شبکهٔ «American Heroes Channel» متعلق به شرکت «Warner Bros. Discovery's» است که پیش‌تر با نام «Military Channel» شناخته می‌شد.